# Liste der Kirchen in der Propstei Wismar

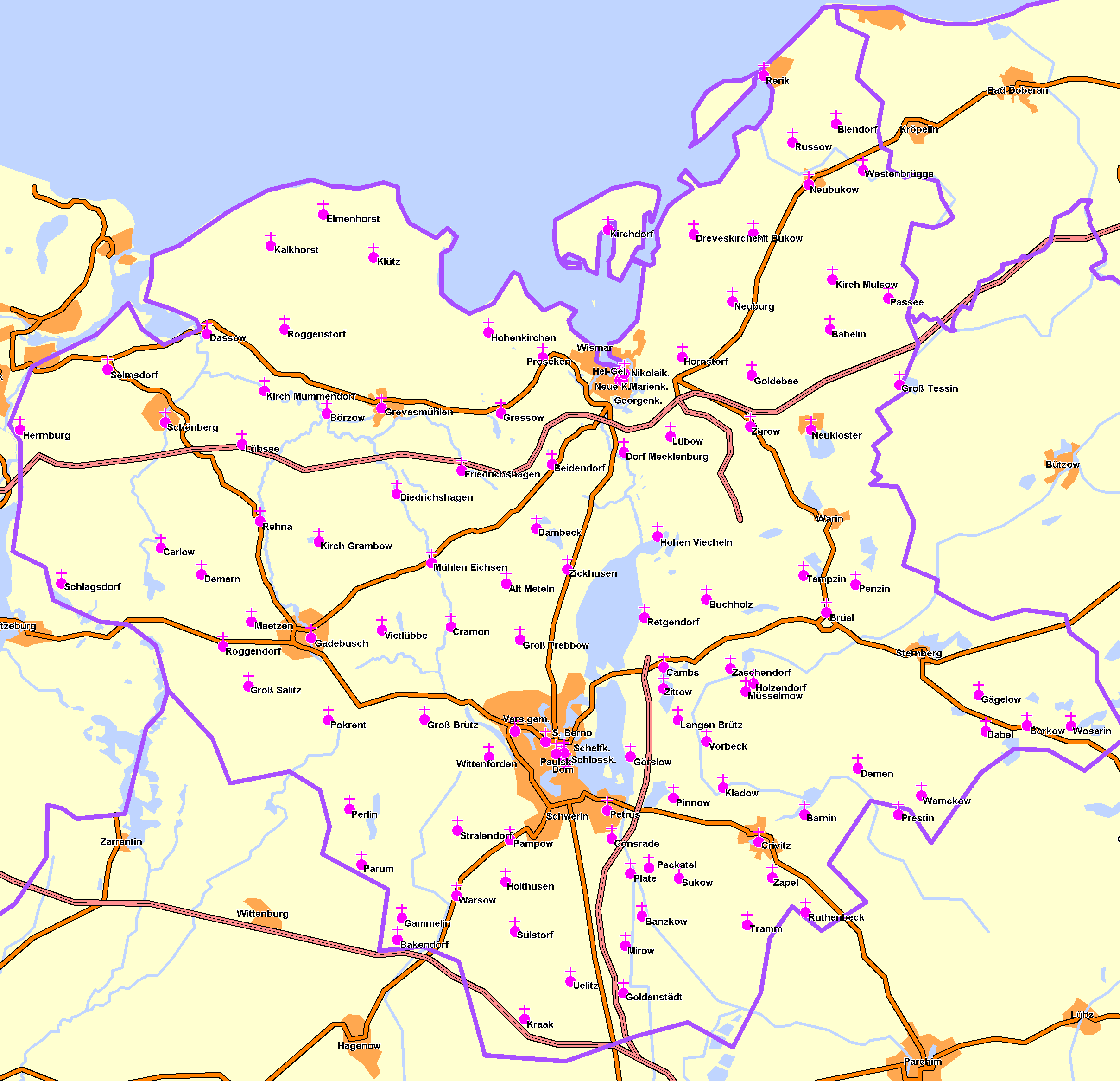
Propstei Wismar

Die Propstei Wismar gehört zum Kirchenkreis Mecklenburg der Evangelisch-Lutherischen Kirche in Norddeutschland („Nordkirche“). Bis zur Gründung der Nordkirche zu Pfingsten 2012 war das Territorium der Kirchenkreis Wismar der Evangelisch-Lutherischen Landeskirche Mecklenburgs.
Folgende Landkreise und Städte Mecklenburg-Vorpommerns sind teilweise oder insgesamt Bestandteil des Kirchenkreises und werden in der Liste mit Abkürzungen gekennzeichnet:
- LRO Landkreis Rostock
- LWL, PCH Landkreis Ludwigslust-Parchim
- NWM Landkreis Nordwestmecklenburg (ohne Wismar)
- SN  Schwerin
- HWI Wismar

## Bestehende Gebäude
| Ort              | Kirchgemeinde                           | Kirche                            | Land- kreis Koord. | Bauzeit             | Besonderheiten | Abbildung |
| ---------------- | --------------------------------------- | --------------------------------- | ------------------ | ------------------- | --- | --------- |
| Alt Bukow        | Christus-Kirchengemeinde Bukow          | Dorfkirche Alt Bukow              | LRO Koord.         | 14. Jh.             | Feld- und Backsteinbau, einschiffig, vierjochig, spätgot. Altaraufsatz, Fenster von Lothar Mannewitz, 1994–1997 saniert |           |
| Alt Meteln       | Alt Meteln-Cramon-Groß Trebbow          | Dorfkirche Alt Meteln             | NWM Koord.         | 14. Jh.             | Backsteinbau, einschiffig, freistehender Glockenstuhl, innen neogotisch, Orgel von Friedrich Friese III (1885), Glocke 1516, 2001 Ende baulicher Maßnahmen                                                                                              |           |
| Bad Kleinen      | Hohen Viecheln                          | Gemeindezentrum Arche Bad Kleinen | NWM Koord.         | 20. Jh. (1999)      | Putzbau, in Form eines Schiffs mit hölzernem Glockenträger |           |
| Bäbelin          | Neukloster                              | Dorfkirche Bäbelin                | NWM Koord.         | 15. Jh.             | Backstein-/Feldsteinbau, querrechteckiger Turm 1872, zweijochig Saalbau, neugotisch Ausstattung, Altargemälde v. Gaston Lenthe, Glasmalerei 18. Jahrh., 1996 renoviert                                                                                  |           |
| Bakendorf        | Gammelin, Warsow                        | Kapelle Bakendorf                 | LWL Koord.         | 19. Jh. (1830/40)   | Feldsteinbau, klassizistisch, freistehender Glockenstuhl mit Glocke von 1730 |           |
| Banzkow          | Plate                                   | Dorfkirche Banzkow                | PCH Koord.         | 19. Jh. (1875)      | Backsteinbau, 4-jochiger Saalbau, neogotisch von Theodor Krüger, oktogonaler Turmaufsatz, Epitaph 1696, Orgel von Friese 1884, Altarbild von Clara Müller 1902                                                                                          |           |
| Barnin           | Crivitz                                 | Dorfkirche Barnin                 | PCH Koord.         | 19. Jh. (1869)      | Backsteinbau, 1868–1869, neogotisch Entwurf von Theodor Krüger, hölzernes Tonnengewölbe, Orgel von Friese, Altargemälde von Theodor Fischer-Poisson |           |
| Beidendorf       | Dambeck, Beidendorf                     | Dorfkirche Beidendorf             | NWM Koord.         | 13. Jh.             | Backsteinbau, Schiff 14. Jahrh., zweijochig, Turm 15. Jahrh., 19. Jahrh. Erneuerung mit Kanzelaltar u. Emporen, Orgel von Friedrich Friese III (1865), Glasmalerei 1900, 1996 renoviert                                                                 |           |
| Bibow            | Warin-Bibow-Jesendorf                   | Dorfkirche Bibow                  | NWM Koord.         | 14. Jh.             | Backsteinbau, einschiffig, zweijochig, Fachwerkbauturm 1745, Reste Wandmalerei 14. Jahrh., Kanzelaltar 1745, Orgel von Friedrich Friese III |           |
| Biendorf         | Biendorf-Russow und Rerik               | Dorfkirche Biendorf               | LRO Koord.         | 14. Jahrh. (1300)   | Feldstein mit Backstein, Renaissance-Kanzel 1665, verbretterter Turm, Altar mit Ölgemälde 19. Jh., außerhalb der Kirche romanische Tauffünte |           |
| Boltenhagen      | Boltenhagen                             | Evangelische Kirche zur Paulshöhe | NWM Koord.         | 19. Jh. (1872/73)   | Backsteinbau, neogotisch, Altargemälde 1873, Taufschale 1948, 2 Glocken von 1879 (Westgiebel) und 1950er Jahre |           |
| Börzow           | Roggenstorf                             | Dorfkirche Börzow                 | NWM Koord.         | 14. Jh.             | Backstein- und Feldsteinbau, zweijochig, quadratisch Westturm, Altar 1718, Malereien 15. Jahrh., Orgel von Friese III (1865) |           |
| Bössow           | Bössow                                  | Dorfkirche Bössow                 | NWM Koord.         | 14. Jh.             | Backsteinbau, Kanzel von 1674 (Fuß und Kanzelhaube 1962 entfernt), Altar neogotisch (1962 entfernt), Grabplatte 1396, Glasmalerei 14. Jahrh., im Chor vier frühgotische Scheiben.                                                                       |           |
| Borkow           | Dabel                                   | Kapelle Borkow                    | PCH Koord.         | 16. Jh.             | turmloser Backsteinbau, Glasfenster mit Malereien und Wappendarstellungen und deren Restaurierung 1993, Orgel von Nußbücker 1997 mit Spielwerk, Einweihung der Kapelle mit Glockenweihe 2010.                                                           |           |
| Brüel            | Brüel, Holzendorf, Tempzin, Penzin      | Stadtkirche Brüel                 | PCH Koord.         | 13. Jh.             | Backsteinbau, Turm 14. Jh., Stufengiebel am Rechteckchor, mehrere Anbauten, letzte Orgel von Winzer 1843, barocker Altar 1750, geschnitzte Kanzel 1624, Epitaph 1685                                                                                    |           |
| Buchholz         | Retgendorf                              | Dorfkirche Buchholz (bei Rubow)   | NWM Koord.         | 15./19. Jh.         | Backsteinbau, Turm von 1869, Inneneinrichtung neogotisch |           |
| Cambs            | Zittow                                  | Kapelle Cambs                     | PCH Koord.         | 17. Jh. (1856)      | Fachwerkbau mit kleinem Glockenturmaufsatz, flache Holzdecke mit naiver Malerei, Renovierung und Winterkircheneinbau 1977–1981 |           |
| Carlow           | Carlow                                  | Dorfkirche Carlow                 | NWM Koord.         | 13./19. Jh.         | Backsteinbau (Schiff und Turm) neogotisch (1885/88); spätromanischer Chor Granitquaderbau 1260, Kanzel u. Altaraufsatz 1695, Triumphkreuzgruppe 1500, Orgel von Friedrich Friese (1888)                                                                 |           |
| Consrade         | Plate                                   | Dorfkirche Consrade               | PCH Koord.         | 16. Jh.             | Fachwerkbau, dreiseitiger Ostschluss, Sakramentsnische, 1831 und 1967 renoviert, Altar aus rotem Granit u. bronzenes Kruzifix von Friedrich Press 1967, Schnitzfiguren aus Altar v. 1500, Kreuz über Kanzel 17. Jh., 1900 Einbau Empore Orgel von Runge |           |
| Cramon           | Alt Meteln-Cramon-Groß Trebbow          | Dorfkirche Cramon                 | NWM Koord.         | 14. Jh.             | Backsteinbau, Turm 1844, Ausstattung schlicht, gründliche Renovierung 1823 und 1952–1956, Orgel von Friese III (1879), durch Nußbücker 1966 mit altem Werk erneuert, Grabstein 1416                                                                     |           |
| Crivitz          | Crivitz                                 | Stadtkirche Crivitz               | PCH Koord.         | 14. Jh. (1350)      | Backsteinbau, mehrfach verändert, Chor mit Netzgewölbe, Schnitzaltar von 1520, Triumphkreuz 15. Jh., Wandmalereien 14. bis 17. Jh., Tauffünte 13. Jh., Renaissancekanzel 1621                                                                           |           |
| Dabel            | Dabel                                   | Dorfkirche Dabel                  | PCH Koord.         | 14. Jh.             | Feldsteinbau, im 19. Jh. völlig umgebaut, 1990 Renovierung, Orgel von Nußbücker 1995 mit Glockenspiel, geschnitzte Triumphkreuzgruppe 15. Jh., Teil eines gotischen Schnitzaltars                                                                       |           |
| Dambeck          | Dambeck, Beidendorf                     | Dorfkirche Dambeck                | NWM Koord.         | 14. Jh.             | Backsteinbau auf Feldsteinfundament, dreiseitiger Ostschluss, Strebepfeiler, Turmuntergeschoss Backstein, oben hölzern 17./18. Jh., Kanzelaltar 19. Jh., Triumphkreuz mit Evangelistensymbolen 16. Jh., Friese-Orgel                                    |           |
| Damshagen        | Damshagen                               | St.-Thomas-Kirche                 | NWM Koord.         | 14. Jh.             | Backsteinbau, Inneneinrichtung neogotisch 1856, verzierter Kanzelaltar 1724, Orgel 1844, große Glocke von 1469, Tauffünte aus Granit 1230, Steinsärge der Familie Bülow 18. Jh.                                                                         |           |
| Dassow           | Dassow                                  | Nikolaikirche Dassow              | NWM Koord.         | 13. Jh.             | Backsteinbau (Granitquader (Mittelschiff), backsteingotischer Chor), Turm ebenfalls in Backstein Anfang des 16. Jahrh. |           |
| Demen            | Demen                                   | Kirche Demen                      | PCH Koord.         | 13. Jh.             | einschiffiger Backsteinbau mit eingezogenem quadratischen Chor, Blendgiebel, um 1300, nach Brand 1956 neues Altarbild. |           |
| Demern           | Carlow                                  | Dorfkirche Demern                 | NWM Koord.         | 13. Jh.             | Backsteinbau, Blendgiebel Ende 13. Jh., Langhaus 1480, geböschter Holzturm 17./18. Jh., Schnitzaltar um 1400, Kanzel 1715, Kruzifix 2. H. 15. Jh., Wandmalereien 1611.                                                                                  |           |
| Diedrichshagen   | Diedrichshagen                          | Dorfkirche Diedrichshagen         | NWM Koord.         | 15./19. Jh.         | Backsteinbau |           |
| Dorf Mecklenburg | Dorf Mecklenburg                        | Dorfkirche Dorf Mecklenburg       | NWM Koord.         | 14. Jh.             | Backsteinbau |           |
| Dreveskirchen    | Christus-Kirchengemeinde Bukow          | Dorfkirche Dreveskirchen          | NWM Koord.         | 13. Jh.             | Backsteinbau |           |
| Elmenhorst       | Kalkhorst, Elmenhorst                   | Dorfkirche Elmenhorst             | NWM Koord.         | 13. Jh.             | Backsteinbau |           |
| Friedrichshagen  | Gressow, Friedrichshagen                | Dorfkirche Friedrichshagen        | NWM Koord.         | 14. Jh.             | Backsteinbau |           |
| Gadebusch        | Gadebusch, Roggendorf, Groß Salitz      | Stadtkirche Gadebusch             | NWM Koord.         | 13. Jh.             | Backsteinbau, St. Jakobus und Dionysius geweiht |           |
| Gägelow          | Dabel                                   | Dorfkirche Gägelow                | PCH Koord.         | 13. Jh.             | Feldsteinbau |           |
| Gammelin         | Gammelin, Warsow                        | Dorfkirche Gammelin               | LWL Koord.         | 15. h.              | Backsteinbau |           |
| Goldebee         | Hornstorf, Goldebee, Lübow, Zurow       | Dorfkirche Goldebee               | NWM Koord.         | 15. Jh.             | Backsteinbau |           |
| Göhren           | Zapel                                   | Kapelle Göhren (bei Crivitz)      | PCH Koord.         | 20. Jh. (1950er J.) | Fachwerkbau, freistehender Glockenstuhl |           |
| Görslow          | Pinnow                                  | Dorfkirche Görslow                | PCH Koord.         | 19. Jh.             | Putzbau, spätklassizistisch |           |
| Goldenstädt      | Uelitz                                  | Dorfkirche Goldenstädt            | LWL Koord.         | 15. Jh.             | Backstein-/Feldsteinbau |           |
| Gressow          | Gressow, Friedrichshagen                | Dorfkirche Gressow                | NWM Koord.         | 14. Jh.             | Backsteinbau |           |
| Grevesmühlen     | Grevesmühlen                            | Nikolaikirche Grevesmühlen        | NWM Koord.         | 13. Jahrh.          | Backsteinbau |           |
| Groß Brütz       | Groß Brütz                              | Dorfkirche Groß Brütz             | NWM Koord.         | 15. Jh.             | Backsteinbau, Altarschrein aus dem 15. Jahrh., 1889 umfassende neugotische Renovierung, Patronatsloge mit Wappen 1699 |           |
| Groß Eichsen     | Vietlübbe, Mühlen Eichsen, Groß Eichsen | Johanniter-Kirche Groß Eichsen    | NWM Koord.         | 14. Jh.             | Backsteinbau, Altaraufsatz 1698, Barockorgel |           |
| Groß Raden       | Witzin                                  | Dorfkirche Groß Raden             | PCH Koord.         | 13./14. Jh.         | Backsteinbau, frühgotisch, mittelalterliches Triptychon mit Gemälden des 17. Jahrh., Turm nach Blitzschlag 1891 zerstört und später nur bis Kirchenschiffhöhe wiederaufgebaut                                                                           |           |
| Groß Salitz      | Gadebusch, Roggendorf, Groß Salitz      | Dorfkirche Groß Salitz            | NWM Koord.         | 15. Jh.             | Backsteinbau, Basilika, Friese-Orgel |           |
| Groß Tessin      | Neukloster                              | Dorfkirche Groß Tessin            | NWM Koord.         | 14. Jh.             | Backsteinbau |           |
| Groß Trebbow     | Alt Meteln-Cramon-Groß Trebbow          | Dorfkirche Groß Trebbow           | NWM Koord.         | 15. Jh.             | turmloser Backsteinbau, innen Kanzel mit Beichtstuhl und Altar 17. Jh., geschnitztes Kruzifix 15. Jh., Orgel 1855 Friedrich Friese III. kam 1913 aus der Schweriner Schlosskirche, freistehender Glockenstuhl 2011 saniert, Glocke 1650                 |           |
| Herrnburg        | Herrnburg                               | Dorfkirche Herrnburg              | NWM Koord.         | 13. Jh.             | Backsteinbau |           |
| Hohen Viecheln   | Hohen Viecheln                          | Dorfkirche Hohen Viecheln         | NWM Koord.         | 14. Jh.             | Backsteinbau |           |
| Hohenkirchen     | Proseken-Hohenkirchen                   | Dorfkirche Hohenkirchen           | NWM Koord.         | 15. Jh.             | Backsteinbau |           |
| Holthusen        | Sülstorf, Pampow                        | Kapelle Holthusen                 | LWL Koord.         | 20. Jh.             | Putzbau |           |
| Hülseburg        | Gammelin, Warsow                        | Kapelle Hülseburg                 | LWL Koord.         | 19./20. Jh.         | Backsteinbau, 1860 als Grabkapelle errichtet, Umbau zu Kirchenraum 1951–1953, Abbau des Glockenturms 1970er, ersetzt durch freistehenden Glockenstuhl, seit 1989 wegen Baufälligkeit nicht mehr genutzt, Kommune seit 1997 Eigentümer                   |           |
| Holzendorf       | Brüel, Holzendorf, Tempzin, Penzin      | Dorfkirche Holzendorf             | PCH Koord.         | 15. Jh.             | Backsteinbau, Choranbau 1855, Ausstattung schlicht |           |
| Hornstorf        | Hornstorf, Goldebee, Lübow, Zurow       | Dorfkirche Hornstorf              | NWM Koord.         | 14. Jh.             | Backsteinbau |           |
| Jesendorf        | Warin-Bibow-Jesendorf                   | Dorfkirche Jesendorf              | NWM Koord.         | 14. Jh. (1338)      | Backsteinbau, barocke Innenausstattung |           |
| Kalkhorst        | Kalkhorst, Elmenhorst                   | Dorfkirche Kalkhorst              | NWM Koord.         | 14. Jh.             | Backsteinbau |           |
| Kirch Grambow    | Kirch Grambow                           | Dorfkirche Kirch Grambow          | NWM Koord.         | 13. Jh.             | Backsteinbau |           |
| Kirch Mulsow     | Christus-Kirchengemeinde Bukow          | Dorfkirche Kirch Mulsow           | LRO Koord.         | 14. Jh.             | Backstein-/Feldsteinbau |           |
| Kirch Mummendorf | Roggenstorf                             | Dorfkirche Kirch Mummendorf       | NWM Koord.         | 13. Jh.             | Backsteinbau |           |
| Kirch Stück      | Alt Meteln-Cramon-Groß Trebbow          | Dorfkirche Kirch Stück            | NWM Koord.         | 13. Jh.             | Backsteinbau, Chorfenster mit Glasmalereien, teilw. um 1300, Schnitzaltar um 1430 |           |
| Kirchdorf (Poel) | Kirchdorf auf Poel                      | Dorfkirche Kirchdorf auf Poel     | NWM Koord.         | 14. Jh.             | Backsteinbau |           |
| Kladow           | Crivitz                                 | Dorfkirche Kladow                 | PCH Koord.         | 18. Jh.             | Putzbau, klassizistisch mit älteren Bauteilen, quadratisch mittelalterlicher Westturm mit achtseitigem Spitzhelm |           |
| Klütz            | Klütz                                   | Marienkirche Klütz                | NWM Koord.         | 13. Jh.             | Backsteinbau |           |
| Kraak            | Uelitz                                  | Johanniterkirche Kraak            | PCH Koord.         | 15. Jh.             | Backsteinbau |           |
| Langen Brütz     | Zittow                                  | Dorfkirche Langen Brütz           | PCH Koord.         | 19. Jh.             | Backsteinbau |           |
| Lübow            | Hornstorf, Goldebee, Lübow, Zurow       | Dorfkirche Lübow                  | NWM Koord.         | 13. Jh.             | Backsteinbau |           |
| Lübsee           | Roggenstorf                             | Dorfkirche Lübsee                 | NWM Koord.         | 13. Jh.             | Backsteinbau |           |
| Meetzen          | Kirch Grambow                           | Kapelle Meetzen                   | NWM Koord.         | 18. Jh.             | Fachwerkbau |           |
| Mirow            | Uelitz                                  | Dorfkirche Mirow                  | LWL Koord.         | 19. Jh.             | Backsteinbau, neugotisch |           |
| Mühlen Eichsen   | Vietlübbe, Mühlen Eichsen, Groß Eichsen | Dorfkirche Mühlen Eichsen         | NWM Koord.         | 14. Jh.             | Backsteinbau |           |
| Müsselmow        | Brüel, Holzendorf, Tempzin, Penzin      | Dorfkirche Müsselmow              | PCH Koord.         | 12./15. Jh.         | Backsteinbau, Turm oben Fachwerk, unten fast zwei Meter hohe Feldsteine, nach 1957 Verfall, ab 1996 Sanierung |           |
| Neubukow         | Christus-Kirchengemeinde Bukow          | Stadtkirche Neubukow              | LRO Koord.         | 13. Jh.             | Backsteinbau |           |
| Neuburg          | Christus-Kirchengemeinde Bukow          | Dorfkirche Neuburg                | NWM Koord.         | 13. Jh.             | Backsteinbau |           |
| Neukloster       | Neukloster                              | Klosterkirche Neukloster          | NWM Koord.         | 13. Jh.             | Backsteinkirche des Klosters Sonnenkamp |           |
| Pampow           | Sülstorf, Pampow                        | Dorfkirche Pampow                 | LWL Koord.         | 19. Jh.             | Backsteinbau, neugotisch |           |
| Parum            | Parum                                   | Dorfkirche Parum (Dümmer)         | LWL Koord.         | 15. Jh.             | Backsteinbau |           |
| Passee           | Neukloster                              | Dorfkirche Passee                 | NWM Koord.         | 14. Jh.             | Backsteinbau |           |
| Peckatel         | Plate                                   | Dorfkirche Peckatel               | PCH Koord.         | 18. Jh.             | Fachwerkbau |           |
| Penzin           | Brüel, Holzendorf, Tempzin, Penzin      | Dorfkirche Penzin                 | PCH Koord.         | 14. Jh.             | Backsteinbau |           |
| Perlin           | Pokrent                                 | Dorfkirche Perlin                 | NWM Koord.         | 13. Jh.             | turmloser Feldsteinbau, umfassende Renovierung 1840/41 und 1891/92, Triumphkreuz 1649, Sauerorgel 2009, freistehender Glockenstuhl mit Glocke 1735 |           |
| Pinnow           | Pinnow                                  | Dorfkirche Pinnow                 | PCH Koord.         | 14. Jh.             | Feldstein-/Backsteinbau |           |
| Plate            | Plate                                   | Dorfkirche Plate                  | PCH Koord.         | 19. Jh.             | Backsteinbau, neugotisch |           |
| Pokrent          | Pokrent                                 | Dorfkirche Pokrent                | NWM Koord.         | 14. Jh.             | Backsteinbau, vorgesetzter Turm mit Fachwerkaufsatz, neugotische Ausstattung 1853–1856 erhalten |           |
| Prestin          | Demen                                   | Dorfkirche Prestin                | PCH Koord.         | 13. Jh.             | turmloser Feldsteinbau, Altaraufsatz 1697 wurde 1962 restauriert, freistehender Glockenstuhl mit Glocke 1478, Glocke von 1720 wurde 2004 gestohlen, Pressentinsche Grabkapelle                                                                          |           |
| Proseken         | Proseken-Hohenkirchen                   | Dorfkirche Proseken               | NWM Koord.         | 13. Jh.             | Backsteinbau |           |
| Rehna            | Kirch Grambow                           | Klosterkirche Rehna               | NWM Koord.         | 13. Jh.             | Backsteinbau |           |
| Rerik            | Biendorf-Russow und Rerik               | Kirche Rerik                      | LRO Koord.         | 13. Jh.             | Backsteinbau |           |
| Retgendorf       | Retgendorf                              | Dorfkirche Retgendorf             | NWM Koord.         | 14. Jh.             | Backsteinbau |           |
| Roggendorf       | Gadebusch, Roggendorf, Groß Salitz      | Dorfkirche Roggendorf             | NWM Koord.         | 13. Jh.             | Feldsteinbau |           |
| Roggenstorf      | Roggenstorf                             | Dorfkirche Roggenstorf            | NWM Koord.         | 14. Jh.             | Backsteinbau |           |
| Ruchow           | Witzin                                  | Dorfkirche Ruchow                 | PCH Koord.         |                     | Feldsteinbau, massiver Turm mit Holzaufsatz und Spitzhelm, Innenausstattung größtenteils 17. Jh., Kürzung der Turmspitze wg. Baufälligkeit nach 1960, Rekonstruktion des Holzturms 1997/98, Wandmalereien aus dem 13. Jh.                               |           |
| Russow           | Biendorf-Russow und Rerik               | Dorfkirche Russow                 | LRO Koord.         | 13. Jh.             | Backsteinbau |           |
| Ruthenbeck       | Zapel                                   | Dorfkirche Ruthenbeck             | PCH Koord.         | 15. Jh.             | Feldstein-/Backsteinbau |           |
| Schlagsdorf      | Schlagsdorf                             | Dorfkirche Schlagsdorf            | NWM Koord.         | 13. Jh.             | Backsteinbau |           |
| Schönberg        | Schönberg                               | Laurentiuskirche Schönberg        | NWM Koord.         | 14. Jh.             | Backsteinbau |           |
| Schwerin         | Bernogemeinde                           | Berno-Gemeindezentrum             | SN Koord.          | 20. Jh.             | Putzbau, Wohn- und Geschäftshaus |           |
| Schwerin         | Domgemeinde                             | Schweriner Dom                    | SN Koord.          | 13. Jh.             | Backsteinbau |           |
| Schwerin         | Nikolaigemeinde (Schelf)                | Schelfkirche St. Nikolai          | SN Koord.          | 18. Jh.             | Backsteinbau, barock |           |
| Schwerin         | Paulsgemeinde                           | Paulskirche Schwerin              | SN Koord.          | 19. Jh.             | Backsteinbau, neogotisch |           |
| Schwerin         | Petrusgemeinde                          | Petruskirche (Schwerin)           | SN Koord.          | 20. Jh.             | |           |
| Schwerin         | Schlosskirchengemeinde                  | Schlosskirche (Schwerin)          | SN Koord.          | 16. Jh.             | Putzbau |           |
| Schwerin         | Versöhnungsgemeinde                     | Versöhnungskirche Schwerin        | SN Koord.          | 21. Jh.             | |           |
| Selmsdorf        | Selmsdorf                               | St.-Marien-Kirche (Selmsdorf)     | NWM Koord.         | 19. Jh.             | Gelber Backsteinbau, neugotisch |           |
| Sternberg        | Sternberg                               | Stadtkirche Sternberg             | PCH Koord.         | 14. Jh. (1309–1322) | Backsteinbau, frühgotisch, fünfjochig, dreischiffig |           |
| Stralendorf      | Parum                                   | Dorfkirche Stralendorf            | LWL Koord.         | M. 15. Jh.          | Feldsteinbau |           |
| Sukow            | Pinnow                                  | Dorfkirche Sukow                  | PCH Koord.         | 19. Jh.             | Backsteinbau, neugotisch |           |
| Sülstorf         | Sülstorf, Pampow                        | Johanniterkirche                  | LWL Koord.         | 13./15. Jh.         | Backsteinbau |           |
| Sülte            | Sülstorf                                | Dorfkirche Sülte                  | LWL Koord.         | 19. Jh. (1870/71)   | Backsteinbau, neugotisch, Glocke 1792 |           |
| Sülten           | Sternberg                               | Dorfkirche Sülten                 | PCH Koord.         | 13. Jh.             | Backsteinbau, gotisch, Ersterwähnung 1287 |           |
| Tempzin          | Brüel, Holzendorf, Tempzin, Penzin      | Klosterkirche Tempzin             | PCH Koord.         | 15. Jh.             | Backsteinbau |           |
| Tramm            | Zapel                                   | Dorfkirche Tramm                  | PCH Koord.         | 16. Jh.             | Feldsteinbau |           |
| Uelitz           | Uelitz                                  | Dorfkirche Uelitz                 | LWL Koord.         | 18. Jh.             | Backsteinbau |           |
| Vietlübbe        | Vietlübbe, Mühlen Eichsen, Groß Eichsen | Dorfkirche Vietlübbe              | NWM Koord.         | 13. Jh.             | Backsteinbau |           |
| Vorbeck          | Pinnow                                  | Dorfkirche Vorbeck                | PCH Koord.         | 14. Jh.             | Backsteinbau |           |
| Wamckow          | Demen                                   | Dorfkirche Wamckow                | PCH Koord.         | 15. Jh.             | Feldsteinbau, rechteckig und ohne Turm, freistehender Glockenstuhl, innen bemalte Holzbalkendecke, marmorierte Wände und Gestühl |           |
| Warin            | Warin-Bibow-Jesendorf                   | Stadtkirche Warin                 | NWM Koord.         | 19. Jh. (1874–1878) | Backsteinbau, Orgel 1838 aus einer Rostocker Kirche übernommen, Altarbild 1853, 4 Glocken 1998 |           |
| Warsow           | Gammelin, Warsow                        | Dorfkirche Warsow                 | LWL Koord.         | 13. Jh.             | Feldsteinbau |           |
| Weitendorf       | Proseken-Hohenkirchen                   | Kapelle Weitendorf                | NWM Koord.         | 15. Jh.             | Backsteinbau, polygonaler Chor, Allianzwappen über dem Eingang eingemauert, Gottesdienste bis 1982 |           |
| Westenbrügge     | Christus-Kirchengemeinde Bukow          | Kirche Westenbrügge               | LRO Koord.         | 13. Jh.             | Backsteinbau |           |
| Wismar           | Heiligen-Geist                          | Heiligen-Geist-Kirche Wismar      | HWI Koord.         | 14. Jh.             | Backsteinbau |           |
| Wismar           | St. Marien, St. Georgen                 | Marienkirche Wismar               | HWI Koord.         | 13. Jh.             | Backsteinbau, bis auf den Turm zerstört |           |
| Wismar           | St. Marien, St. Georgen                 | Georgenkirche Wismar              | HWI Koord.         | 13./21. Jh.         | Backsteinbau |           |
| Wismar           | St. Marien, St. Georgen                 | Neue Kirche Wismar                | HWI Koord.         | 20. Jh. (1951)      | Backsteinbau, Notkirche von Bartning |           |
| Wismar           | St. Nikolai                             | Nikolaikirche Wismar              | HWI Koord.         | 14. Jh.             | Backsteinbau |           |
| Wismar           | Wismar-Wendorf                          | Haus der Begegnung Wendorf        | HWI Koord.         | 20. Jh.             | Putzbau |           |
| Wittenförden     | Wittenförden                            | Dorfkirche Wittenförden           | LWL Koord.         | 19. Jh.             | Backsteinbau, neugotisch, 1854–1856 von Theodor Krüger |           |
| Witzin           | Witzin                                  | Dorfkirche Witzin                 | PCH Koord.         | 13. Jh.             | Feldsteinbau, romanisch/gotisch, innen Holzausstattung 1862, Orgel 1894 Edmund Bruder aus Wismar gebaut, Glocke 1469 |           |
| Woserin          | Dabel                                   | Dorfkirche Woserin                | PCH Koord.         | 13. Jh.             | Feldsteinbau |           |
| Zapel            | Zapel                                   | Dorfkirche Zapel                  | PCH Koord.         | 15. Jh.             | Feldsteinbau mit Fachwerkturm |           |
| Zaschendorf      | Brüel, Holzendorf, Tempzin, Penzin      | Dorfkirche Zaschendorf            | PCH Koord.         | 17. Jh.             | Fachwerkbau |           |
| Zickhusen        | Alt Meteln-Cramon-Groß Trebbow          | Dorfkirche Zickhusen              | NWM Koord.         | 19. Jh.             | Putzbau, klassizistisch |           |
| Zittow           | Zittow                                  | Dorfkirche Zittow                 | PCH Koord.         | 13. Jh.             | Feldstein-/Backsteinturm |           |
| Zurow            | Hornstorf, Goldebee, Lübow, Zurow       | Dorfkirche Zurow                  | NWM Koord.         | 14. Jh.             | Backsteinbau |           |

## Ehemalige Kirchen
| Ort                | Kirchgemeinde | Kirche                    | Kreis Koord. | Bauzeit Fertigst. | Besonderheiten | Abbildung |
| ------------------ | ------------- | ------------------------- | ------------ | ----------------- | --- | --------- |
| Boitin-Resdorf     |               | Kapelle Boitin-Resdorf    | NWM Koord.   | 20. Jh. (1953/59) | Backsteinbau, mit Beschluss des Kirchengemeinderates vom 13. Januar 2020 entwidmet, nicht mehr als Kirche genutzt |           |
| Schwerin- Neumühle |               | Kapelle Neumühle          | SN Koord.    | 20. Jh.           | Baracke, 1935/36 als Arbeitsdienstbaracke zwischen Ludwigslust und Wöbbelin errichtet (später Standort des KZ Wöbbelin), nach 1945 Lagerschuppen in Uelitz, 1951 Aufkauf und Aufbau als Notkirche in Neumühle; seit 2004 nicht mehr als Kapelle genutzt, nach 2004 abgetragen |           |
| Wismar             |               | Bantzkowsche Sühnekapelle |              | 1433              | Mitte des 19. Jahrhunderts abgebrochen. |           |
| Wismar             |               | St. Marien zu den Weiden  |              | vor 1324          | nach 1945 abgerissen. |           |